# 格納季夫卡 (赫梅利尼克區)
49°46′11″N 27°59′56″E / 49.76972°N 27.99889°E
格納季夫卡（烏克蘭語：Гнатівка），是烏克蘭的村落，位於該國西南部文尼察州，由赫梅利尼克區負責管轄，面積0.97平方公里，海拔高度288米，2001年人口355，人口密度每平方公里365.98人。